# Era kalendarzowa
Era kalendarzowa – okres zapoczątkowany jakimś ważnym wydarzeniem (rzeczywistym lub legendarnym), który stanowi podstawę rachuby lat w kalendarzu.
Wyróżnia się ery krótkie i ery długie.

## Era krótka
Era krótka to era kilkuletnia lub kilkunastoletnia, w najlepszym przypadku licząca sobie kilkadziesiąt lat. W świadomości użytkowników takiej ery zostanie ona w dającej się wyobrazić przyszłości zastąpiona nową erą.
Kalendarze liczone według er krótkich najczęściej związane są z okresem panowania konkretnego władcy (np. „w 3. roku panowania cesarza Augusta”). Ery takie ustanawia się i liczy się w praktyce już od pierwszego roku jego używania. Lat przed panowaniem danego władcy nie liczy się w systemie lat ujemnych, bo są oznaczone inna erą krótką (nazwą okresu panowania innego władcy). Kalendarze o erach krótkich są więc praktycznie kalendarzami o wielu następujących po sobie krótkich erach o różnej długości. Przykładem jest epoka wiktoriańska.
W historii konkretnych państw, np. Chin czy Japonii, często bywało tak, że władca w ciągu swego okresu panowania zmieniał tytuł czy dewizę, pod jaką panował. Powodowało to rozpoczęcie nowej ery w odpowiednim kalendarzu chińskim czy japońskim. W kalendarzach tych często też posługiwano się równolegle innym (najczęściej cyklicznym) sposobem mierzenia lat, związanym ze zjawiskami astronomicznymi, w związku z czym rok pierwszy i ostatni danej ery praktycznie nigdy nie pokrywa się z pełnym rokiem słonecznym, księżycowo-słonecznym czy księżycowym – początek kolejnych lat bowiem liczono od Nowego Roku, określanego metodami astronomicznymi, a nie od rocznicy wejścia na tron (ogłoszenia nowej dewizy panowania) danego władcy. Czas interregnum (okres między śmiercią lub abdykacją poprzedniego władcy a objęciem panowania przez nowego władcę) zaliczano najczęściej do ostatniego roku ery poprzedniego władcy (bardzo rzadko - liczono odrębnie). W związku z tym dany rok (astronomiczny) może obejmować dwa lata liczone według er krótkich: poprzedniego władcy i nowego władcy.
Kalendarze o krótkiej erze na ogół mają zastosowanie lokalne - ograniczają się do datowania wydarzeń w obrębie danego państwa (cesarstwa, królestwa czy nawet księstwa) i poza nim nie są używane (nawet rzadko używane są przez inną stronę w dwustronnych relacjach dyplomatycznych, gdyż w takiej sytuacji każde państwo używa własnych dat). Historycznie rzecz biorąc był to jednak najstarszy i najbardziej rozpowszechniony sposób liczenia czasu. Dziś w praktyce zanika i używany jest obecnie głównie w Japonii.

## Era długa
Ery długie związane są najczęściej z wydarzeniem uznanym za na tyle wyjątkowe, że nie ma szans, by pojawiło się wydarzenie „konkurencyjne”, które mogłoby je - teoretyczne nawet - zastąpić. W związku z tym liczenie czasu przebiega linearnie od tego momentu - „w nieskończoność” (np. „w 325. roku od założenia Miasta”). Najczęściej ery długie i kalendarze posługujące się erami długimi związane są genetycznie z konkretnymi religiami (i wydarzeniami religijnymi), choć część z nich dziś nabiera charakteru świeckiego (np. kalendarz gregoriański i tzw. era powszechna (ang. Common Era - C.E), czyli pierwotnie era chrześcijańska (ang. Christian Era - C.E.), rzadziej z wydarzeniami z historii świeckiej (np. indyjskie ery Śaka i Wikrama).
Ery długie najczęściej ustanawiane są post factum - musi upłynąć jakiś czas od danego wydarzenia, by zostało ono uznane za wystarczająco wyjątkowe. Czasem wiąże się z tym problem błędnego określenia (obliczenia wstecz) daty tego początkowego wydarzenia (np. problem obliczenia daty urodzenia Jezusa Chrystusa dla kalendarza chrześcijańskiego).
Kalendarze takie uznawane są za uniwersalne i w praktyce używane są w wielu krajach równocześnie. Najczęściej obecnej ery długiej nie poprzedza żadna inna era długa, zatem wydarzenia sprzed obecnego okresu liczone są w systemie lat ujemnych.
Kalendarze takie dominują dziś w świecie. Najnowsze próby administracyjnego ustanawiania nowych er (np. kalendarz republikański francuski, zwany u nas błędnie „rewolucyjnym”, czy kalendarz rewolucji październikowej wprowadzany w Rosji Sowieckiej w latach 20. XX wieku lub era faszystowska liczona przez włoskich faszystów od daty puczu 28 października 1922) nie przyjmują się i szybko wychodzą z użycia (są odwoływane przez odpowiednie władze).

### Ważniejszeery długiewedług początku rachuby kalendarza
| Początek rachuby kalendarza | Określenie ery                      | Charakterystyka daty początkowej i oznaczenie |
| --------------------------- | ----------------------------------- | --- |
| 1 września 5509 p.n.e.      | era bizantyńska                     | Rok stworzenia świata według tradycji bizantyńskiej. Początek rachuby lat kalendarza bizantyńskiego. Lata tej ery oznacza się skrótem BE. |
| 29 sierpnia 5493 p.n.e.     | era aleksandryjska                  | Rok stworzenia świata według tradycji aleksandryjskiej, ustalony na podstawie wyliczeń dokonanych na pocz. V wieku przez Panodorosa i Anonniosa |
| 25 marca 5503 p.n.e.        | Era Sekstusa Juliusza Afrykańskiego | Rok stworzenia świata według obliczeń dokonanych ok. 221 roku przez Sekstusa Juliusza Afrykańskiego. |
| 1 stycznia 4713 p.n.e.      | era Scaligera                       | Data początkowa do obliczeń tzw. daty juliańskiej ustalona przez Josepha Scaligera. Dni tej ery oznacza się skrótem JD. |
| 4000 p.n.e.                 | era masońska                        | Umowna data narodzin Jezusa Chrystusa minus 4 tysiące lat. Początek rachuby lat kalendarza wolnomularskiego. |
| 6 października 3761 p.n.e.  | era żydowska                        | Data stworzenia świata obliczona przez rabina Hillela II (Młodszego) w IV w. n.e.. Początek rachuby lat kalendarza żydowskiego. Lata tej ery oznacza się skrótem AM (od łac. Anno Mundi – rok świata). |
| 6 września 3114 p.n.e.      | era Majów                           | Data początkowa tzw. długiej rachuby (ang. Long Count, albo data początkowa obecnego cyklu tej rachuby) kalendarza Majów według korelacji Goodmana-Martineza-Thompsona. Istnieją też odmienne obliczenia. |
| 776 p.n.e.                  | era olimpiad                        | Data pierwszych igrzysk olimpijskich. W chronologii po raz pierwszy użyta przez Timajosa. |
| 21 kwietnia 753 p.n.e.      | era rzymska                         | Data założenia miasta Rzym obliczona przez Warrona. Początek rachuby lat kalendarza rzymskiego i juliańskiego stosowany w antycznej historiografii. Lata tej ery oznacza się skrótem a.U.c. (od łac. ab Urbe condita – od założenia Miasta, czyli w domyśle Rzymu). Na co dzień w rachubie lat posługiwano się nazwiskami konsulów, którzy w danym roku urzędowali (np. Idibus Septembribus M. Cicerone et M. Antonio consulibus = w Idy wrześniowe za konsulatu M. Cycerona i M. Antoniusza = 13 września 63 p.n.e.). Do przeliczania takich dat na lata p.n.e. i n.e. służy wykaz rzymskich konsulów, tzw. fasti consulares. |
| 26 lutego 748 p.n.e.        | era Nabonassara                     | Rok objęcia władzy przez babilońskiego króla Nabonassara. System liczenia lat stosowany w Starożytnym Egipcie, mający szczególne znaczenie w astronomii i chronologii z powodu posługiwania się nim przez aleksandryjskiego geografa Klaudiusza Ptolemeusza. |
| 624 p.n.e. lub 560 p.n.e.   | era buddyjska                       | Rok śmierci Buddy. Początek rachuby lat używanej w krajach buddyjskich. |
| 9 listopada 324 p.n.e.      | era filipińska                      | System liczenia lat stosowany w Starożytnym Egipcie po śmierci Aleksandra Wielkiego. Swą nazwę wziął od imienia następcy Aleksandra na tronie macedońskim Filipa. |
| 1 października 312 p.n.e.   | era Seleucydów                      | Rok zdobycia Babilonii przez Seleukosa po zwycięstwie pod Gazą. System liczenia lat stosowany w monarchii Seleucydów, do XI wieku używany przez Żydów. |
| 107 p.n.e.                  | era pontyjska                       | System liczenia lat stosowany w Królestwie Pontu i Bosrze po objęciu władzy przez Mitrydatesa VI Eupatora |
| 29 sierpnia 30 p.n.e.       | era rzymska Augusta                 | System liczenia lat stosowany w Starożytnym Egipcie po zdobyciu Egiptu przez Oktawiana Augusta. Jej początek liczono jednak nie od zdobycia władzy przez Augusta, lecz od śmierci królowej Kleopatry. |
| 1 stycznia 1 n.e.           | era chrześcijańska                  | Początek pierwszego roku po narodzeniu Jezusa Chrystusa. Datę tę wyznaczył mnich Dionizjusz Mały, według którego Jezus narodził się 25 grudnia w roku 753 od założenia Rzymu - następny rok (754. od założenia Rzymu) przyjęto jako pierwszy rok ery chrześcijańskiej, nazywanej potocznie naszą erą. Lata tej ery oznacza się skrótem AD (od łac. Anno Domini – 'Roku Pańskiego). Numeracja lat przed narodzeniem Chrystusa również rozpoczyna się od roku pierwszego. Obecnie przyjmuje się, że data wyznaczona została błędnie, i że Chrystus urodził się w 4-6 r. p.n.e.                                                   |
| 9 n.e.                      | era etiopska                        | Data narodzin Jezusa Chrystusa według obliczeń Anonniosa z Aleksandrii. Początek rachuby lat kalendarza etiopskiego. Lata tej ery oznacza się skrótem AM (od amharskiego Amätä Məhrät – rok łaski, rok miłosierdzia). |
| 29 sierpnia 284             | era Męczenników                     | System liczenia lat stosowany w Starożytnym Egipcie i na Bliskim Wschodzie od wstąpienia na tron cesarza Dioklecjana. Swą nazwę wziął od wszczętych przez tego cesarza wielkich prześladowań chrześcijan. Do dzisiaj używany w Kościele koptyjskim i etiopskim. |
| 16 lipca 622                | era muzułmańska                     | Data ucieczki Mahometa z Mekki do Medyny, tzw. hidżry. Początek rachuby lat religijnego kalendarza muzułmańskiego. Lata tej ery oznacza się skrótem AH (od łac. Anno Hegira – rok hidżry). |
| 16 lipca 622                | era perska (irańska)                | Data ucieczki Mahometa z Mekki do Medyny, tzw. hidżry. Jakkolwiek początek ery perskiej przypada tego samego dnia co początek ery muzułmańskiej, to jednak w kalendarzu perskim stosuje się inną długość roku niż w kalendarzu muzułmańskim, przez co rachuba lat wygląda inaczej. Lata tej ery oznacza się skrótem AP (od łac. Anno Persico lub Anno Persarum – odpowiednio rok perski, rok Persów). |

### Inne
Część wyznawców zaratusztrianizmu przyjmuje za początkową datę założenia tej religii tj. według obliczeń i przekazów dzień równonocy wiosennej 1737 p.n.e.